# 馬納氏犁頭鰩
馬納氏犁頭鰩（學名：Rhinobatos manai），又稱馬納氏琵琶鱝，為軟骨魚綱犁頭鰩目犁頭鰩科犁頭鰩屬的其中一種，分布於西南太平洋巴布亞紐幾內亞海域，深度191至290公尺，本魚體延長而平扁，吻寬短而呈三角形，背面覆蓋著微小的真皮細齒，眼橢圓形，瞬膜不發達，鼻孔斜，其長度為鼻孔內距的1.6倍，後鼻瓣寬闊，鰓前感覺孔斑，延伸至第一鰓裂，第一鰓縫間距離為第五鰓縫間距離的1.5倍，第五鰓裂間距離為腹頭長的3.4倍，齒細小而多，舖石狀排列，背鰭兩個，位於尾部，中等高，腹鰭內緣短於腹鰭基部，背鰭間距離大於第一背鰭基部的3.1倍，背盤呈褐色，有邊緣清晰的銹褐色斑點和斑塊，以及邊界不清的白色斑點，體長可達75公分，棲息於沿海海域，為底棲性魚類，肉食性，卵胎生，生活習性不明。